# William of London
William of London (auch William fitz Wydo) († nach September 1231) war ein englischer Geistlicher, der vermutlich auch als Richter tätig war.
William of London war ein Sohn von Wydo de Subir und dessen Frau Ann. Über seine Mutter war er damit mit der reichen Londoner Kaufmannsfamilie Blund verwandt. William wurde Geistlicher. 1216 erhielt er von König Johann Ohneland in Oxford ein Oriole genanntes leerstehendes Haus geschenkt. Das Haus hatte zuvor einem Juden gehört. Später wurde nach diesem Haus das Oriel College benannt. Vor 1218 ging William nach Irland, wo sein Onkel Henry of London Erzbischof von Dublin war und zugleich erheblichen Einfluss in der Regierung hatte. Sein Onkel verschaffte ihm eine Kanonikerstelle an der neu eingerichteten St. Patrick’s Cathedral in Dublin. Vor 1220 wurde William Dekan des Kathedralkapitels. Dazu erhielt er von seinem Onkel das Gut von Esker bei Dublin als Lehen. Weitere Pfründen erhielt er von der Regierung in England. Nachdem Henry of London 1224 sein Amt als Justiciar of Ireland verloren hatte, kehrte William nach England zurück. Möglicherweise war er der William of London, der vor Ende 1226 als Richter an einer von Justiciar Hubert de Burgh geleiteten Gerichtsreise durch Westengland teilnahm. An dieser Gerichtsreise nahm auch der junge König Heinrich III. teil. Ob der Geistliche William of London identisch mit dem Richter war, ist aber nicht gesichert belegt. In den nächsten Jahren arbeitete dieser William of London als Schreiber am Common Bench in Westminster. 1227 und 1229 nahm er an weiteren Gerichtsreisen teil. Von Ende September 1228 bis zu seinem Tod zwischen Michaelis und Dezember 1231 diente er als Richter am Common Bench.